# 療癒之島 (專輯)
《療癒之島》是台灣芳療品牌肯園在2023年發行的音樂專輯。專輯以品牌創辦人溫佑君老師攜手屏科大森林系楊智凱老師在2022年合著，述說臺灣森林60種植物香氣人文故事的同名著作《療癒之島》為藍本，經過溫佑君重新選題，並邀請音樂人李欣芸操刀製作，以歌頌臺灣特色植物為本的音樂作品專輯。
是次為溫佑君與李欣芸繼2007年合作《鹿女—永恆的追尋》後，兩人睽違16年後的再度合作。

## 曲目
| 曲序 | 曲目       | 编曲           | 备注             |
| ---- | ---------- | -------------- | ---------------- |
| 1.   | 樟樹       | 陳一涵         |                  |
| 2.   | 臺灣杉     | 林奕承         |                  |
| 3.   | 山棕       | 陳一涵         |                  |
| 4.   | 林投       | 林奕承         |                  |
| 5.   | 山黃梔     | 林奕承         |                  |
| 6.   | 大葉山欖   | 蔡昀恬         |                  |
| 7.   | 月橘       | 林孝親、林思妤 |                  |
| 8.   | 臺灣烏心石 | 陳一涵         |                  |
| 9.   | 瓊崖海棠   | 林奕承         |                  |
| 10.  | 臺灣桂竹   | 林奕承         |                  |
| 11.  | 紅檜與扁柏 | 陳一涵         |                  |
| 12.  | 月桃       | 高潮           | 全碟唯一演唱歌曲 |

## 製作團隊
樂手

| - 樂團指揮 － 吳庭毓 - 第一小提琴 － 吳庭毓、薛媛云（曲目1） - 第二小提琴 － 林思諭 - 中提琴 － 歐聰陽 - 大提琴 － 梁皓琦（曲目1-8、11）、闕琬葶（曲目6、8） - 低音提琴 － 陳維哲（曲目1、3、4、6-8、11） - 小號 － 魏廣晧（曲目5） - 單簧管 － 林佩筠 - 長笛/中音長笛 － 吳曉貞 - 口簧琴 － Mark van Tongeren（曲目10） - 人聲 － 范宥弦 、郭子恆（曲目12） - 合成器 － 顏世傑（曲目12） - 電吉他 － 黃欽聖（曲目12） - 電貝斯 － 高潮（曲目12） |

製作
| - 配唱製作人 － 林奕承 - 錄音工程師 － 徐振程 - 錄音室 － 玉成戲院錄音室、好聲藝集 - 混音工程師 － 程馗 - 混音錄音室 － 光復262 - 母帶後期工程師 － Andy Baker - 母帶後期工程錄音室 － 玉成戲院錄音室 - 行政 － 林秀霞 - 製作助理 － 陳一涵、鄧翔瑋、鄭慶萱 |

## 李欣芸親述專輯製作
- 張大春泡新聞-李欣芸談《療癒之島》
- 傾聽音樂-李欣芸談《療癒之島》
- 娛樂ｅ世代-《療癒之島》專訪李欣芸、黃婷
- 轉吧！創夢大叔-電影配樂還不夠，她挑戰為香氣找到聲音！feat.金馬金曲音樂人李欣芸